# García Ier de Castille
Pour les articles homonymes, voir García et Fernández.
García Fernández (né à Burgos en 938, tué à Medinaceli le 29 juillet 995) fut comte de Castille et d’Alava de 970 à 995.

## Biographie
García Ier de Castille est le fils de Ferdinand de Castille et de Béatrice de Navarre (fille de Sanche Ier de Navarre).
Il succède à son père en 970 et est surnommé « le comte au belles mains » . Il doit faire face à un retour offensif des troupes du Califat de Cordoue. En 989 Osma est prise et l'Alava dévastée. La Castille est attaquée en 990 et le comte Gracia doit aussi faire face à la rébellion de son fils Sanche qui voulait conclure une trêve avec Cordoue. Garcia Fernandez trouve la mort lors d'une contre attaque qu'il mène dans le sud contre Medinaceli.

## Union et postérité
En 960, il épousa Alba de Ribagorza. De cette union naquirent sept enfants :
- Marjorie de Castille, elle épousa Raymond III de Pallars Jussà ;
- Sanche Ier de Castille ;
- Urraca de Castille, abbesse de Covarrubias corégente en 1017 ;
- Gonzalve de Castille (†979) ;
- Elvire de Castille (†1017), elle épousa en 991 Bermude II de León ;
- Toda de Castille, elle épousa le comte Édouard de Liebana ;
- Onneca de Castille, en 995 elle épousa le Chambellan de Cordoue, Almanzor.